# Бјусајрус (Охајо)
Бјусајрус (енгл. Bucyrus) град је у америчкој савезној држави Охајо.

## Демографија
По попису из 2010. године број становника је 12.362, што је 862 (-6,5%) становника мање него 2000. године.
| Група             | 2000.          | 2010.          |
| Белци             | 12.794 (96,7%) | 11.808 (95,5%) |
| Афроамериканци    | 103 (0,8%)     | 134 (1,1%)     |
| Азијати           | 68 (0,5%)      | 83 (0,7%)      |
| Хиспаноамериканци | 130 (1,0%)     | 195 (1,6%)     |
| Укупно            | 13.224         | 12.362         |